# Чкаринское сельское поселение
Чкаринское се́льское поселе́ние — упразднённое муниципальное образование в Советском районе Марий Эл Российской Федерации.
Административный центр — село Чкарино.

## История
Статус и границы сельского поселения установлены Законом Республики Марий Эл от 18 июня 2004 года № 15-З «О статусе, границах и составе муниципальных районов, городских округов в Республике Марий Эл».
Законом Республики Марий Эл от 1 апреля 2009 года № 16-З «О преобразовании некоторых муниципальных образований в Республике Марий Эл и внесении изменений в отдельные законодательные акты Республики Марий Эл» поселение упразднено с 1 января 2010 года, населённые пункты включены в состав Ронгинского сельского поселения.

## Состав сельского поселения
| №  | Населённый пункт | Тип населённого пункта       | Население |
| -- | ---------------- | ---------------------------- | --------- |
| 1  | Великополье      | деревня                      | 307       |
| 2  | Горная Поляна    | деревня                      | 49        |
| 3  | Егошино          | деревня                      | 0         |
| 4  | Зелёный          | посёлок                      | 351       |
| 5  | Кукшумбал        | деревня                      | 1         |
| 6  | Кундуштур        | деревня                      | 13        |
| 7  | Купшульсола      | деревня                      | 2         |
| 8  | Ошмаенер         | деревня                      | 1         |
| 9  | Памашсола        | деревня                      | 1         |
| 10 | Рошня            | деревня                      | 7         |
| 11 | Чкарино          | село, административный центр | 607       |
| 12 | Шуледур          | деревня                      | 80        |
| 13 | Шуля Ярамор      | деревня                      | 2         |